# بينتيلي (أتيكي)
بينتيلي (Πεντέλη) هي مدينة في إقليم أتيكا في اليونان.

## معرض صور

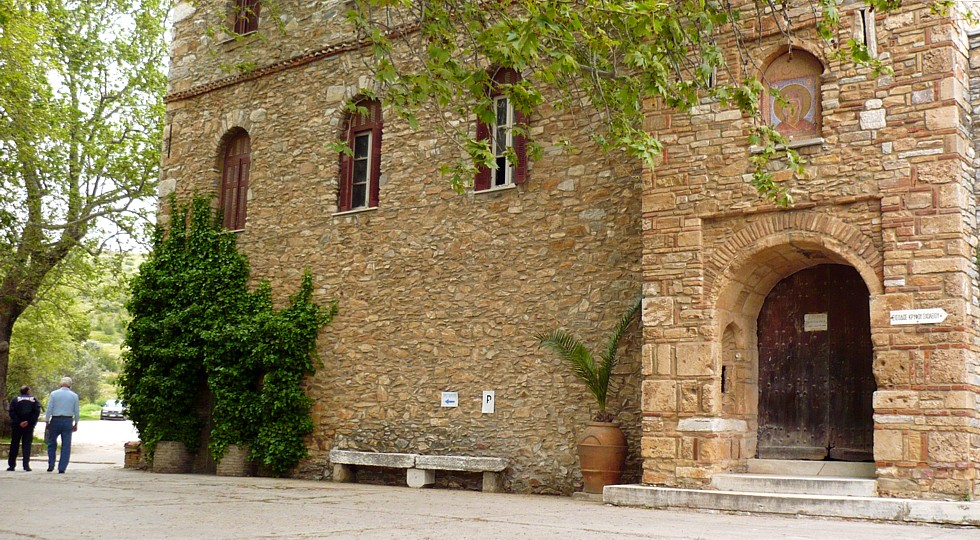
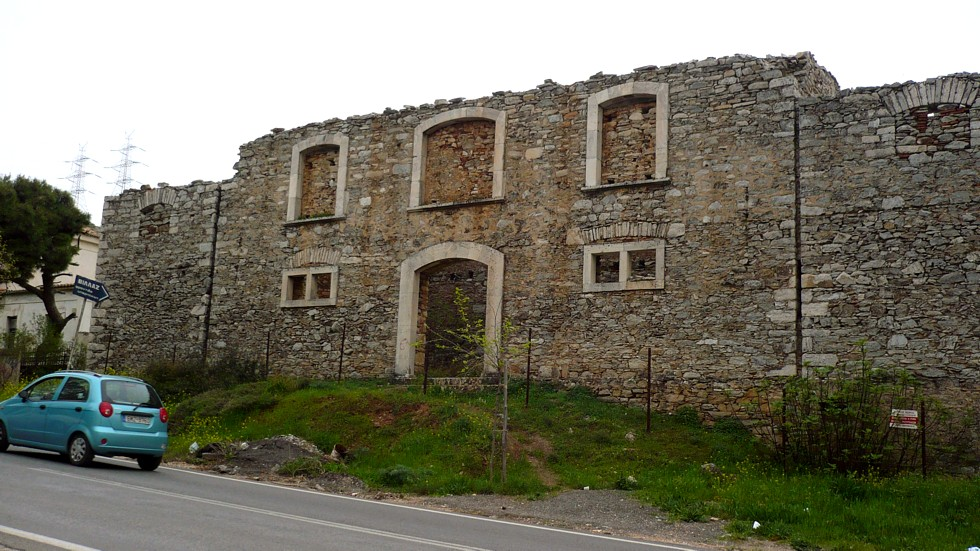
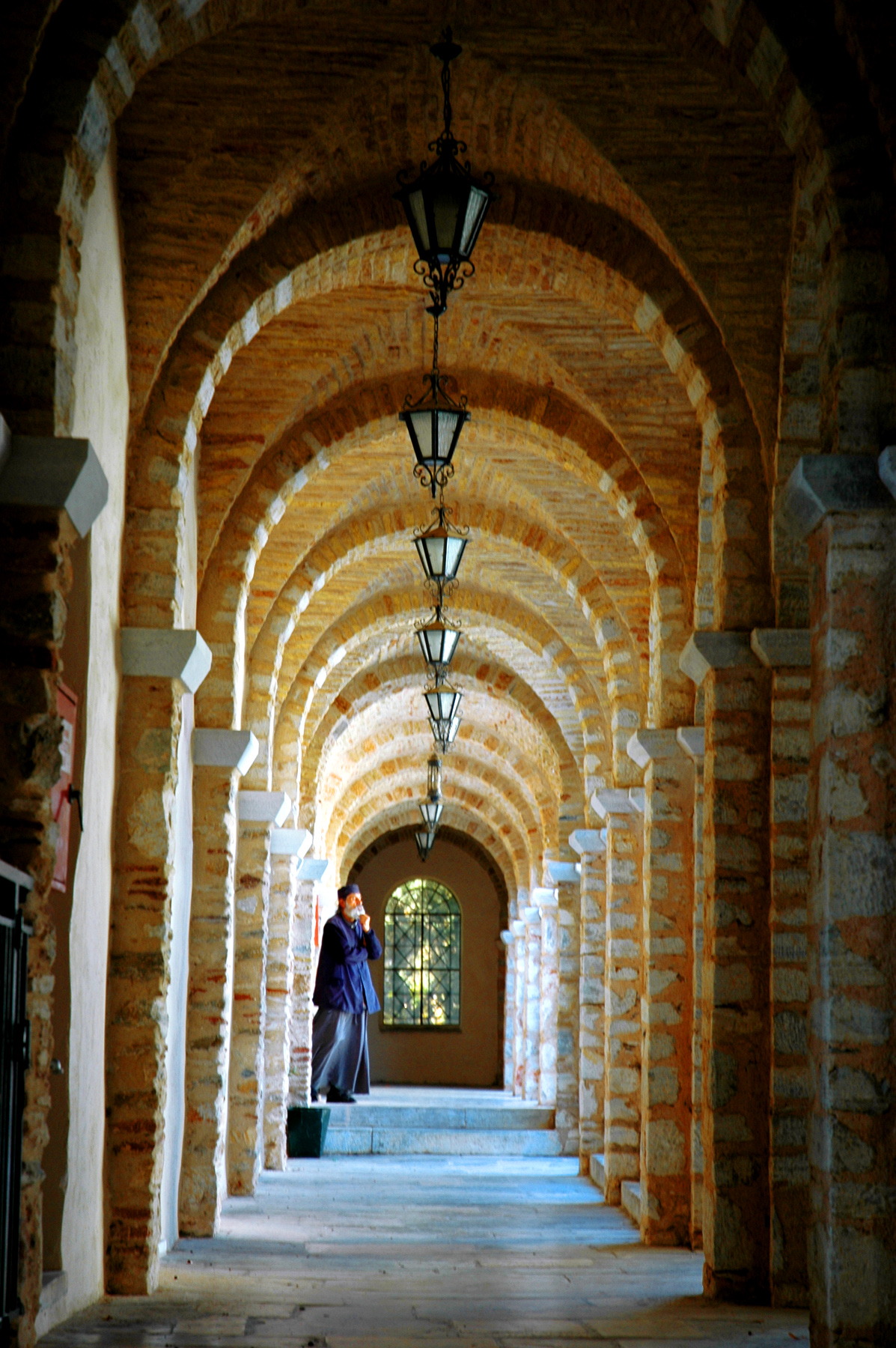
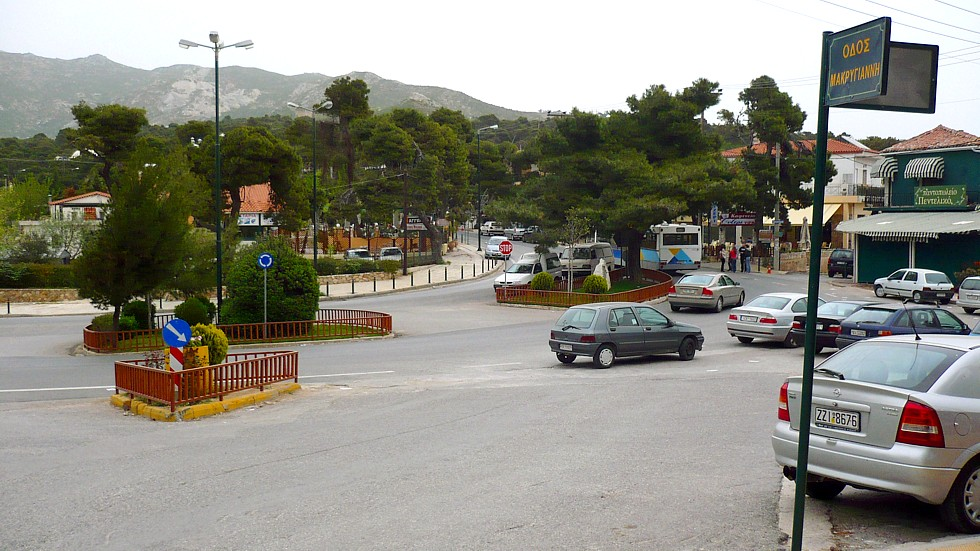
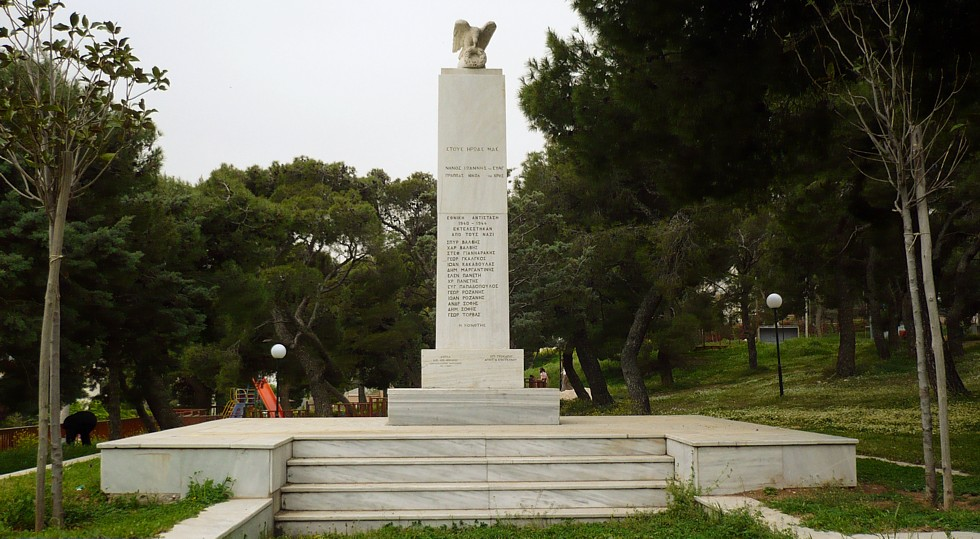
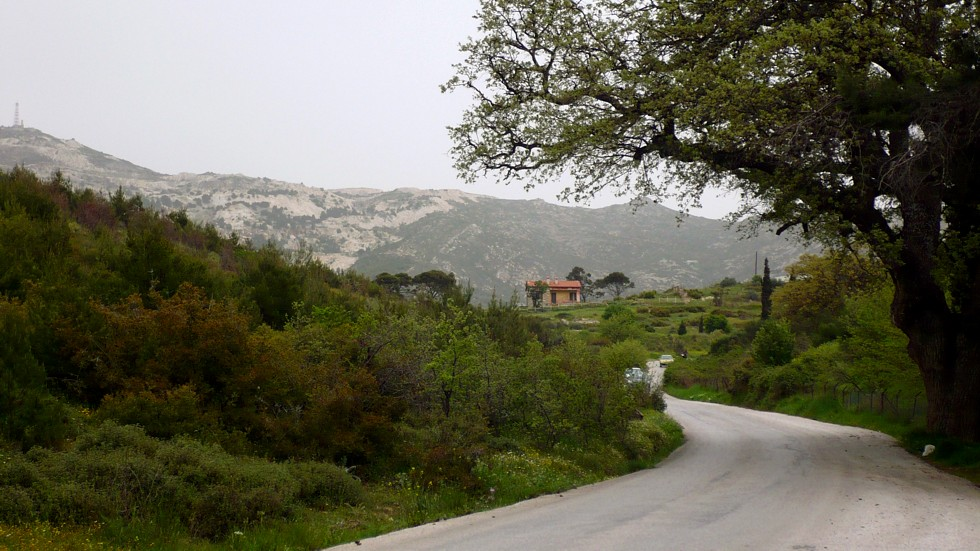